# Marathon van Houston 2014
De Marathon van Houston 2014 (ook wel Chevron Houston) vond plaats op zondag 19 januari 2014. Het was de 42e editie van deze marathon.
Bij de mannen zegevierde de Ethiopiër Bazu Worku in 2:07.32. Zijn landgenote Abebech Afework won bij de vrouwen. Met haar finishtijd van 2:25.52 bleef ze de eveneens Ethiopische Meskerem Assefa slechts zeven seconden voor. Zowel de eerste man als de eerste vrouw won $ 40.000 aan prijzengeld.
In totaal finishten er 7048 lopers de wedstrijd, waarvan 4408 mannen en 2640 vrouwen.

## Uitslagen

### Mannen
| rang   | naam                   | land | tijd    |
| ------ | ---------------------- | ---- | ------- |
| Goud   | Bazu Worku             | ETH  | 2:07.32 |
| Zilver | Getachu Terefa         | ETH  | 2:07.54 |
| Brons  | Jose-Antonio Uribe     | MEX  | 2:08.55 |
| 4      | Dadi Gemeda            | ETH  | 2:11.08 |
| 5      | Dominic Ondoro         | KEN  | 2:11.43 |
| 6      | Jonathan Cheruiyot     | KEN  | 2:13.22 |
| 7      | Ian Burrell            | USA  | 2:13.26 |
| 8      | Guteta Senbeto         | ETH  | 2:13.46 |
| 9      | Nikolay Chavkin        | RUS  | 2:14.02 |
| 10     | Tim Young              | USA  | 2:15.14 |
| 11     | Patrick Rizzo          | USA  | 2:15.53 |
| 12     | David Tuwei            | KEN  | 2:16.22 |
| 13     | Lucas Humphrey         | USA  | 2:16.34 |
| 14     | Scott Wietecha         | USA  | 2:17.17 |
| 15     | Lucas Mcaneney         | CAN  | 2:18.15 |
| 16     | Benjamin Ashkettle     | NZL  | 2:19.16 |
| 17     | Gebrehiwet Gebremedhin | ETH  | 2:21.06 |
| 18     | Adam Macdowell         | USA  | 2:23.57 |
| 19     | Jeremy Daum            | USA  | 2:24.23 |
| 20     | Stewart Harwell        | USA  | 2:24.51 |
| 21     | Antónios Papantonis    | GRE  | 2:24.52 |
| 22     | Stephen Dinneen        | AUS  | 2:27.33 |
| 23     | Peter Lawrence         | USA  | 2:31.56 |
| 24     | Cornelio Castanon      | USA  | 2:32.04 |
| 25     | Zach Cater-Cyker       | USA  | 2:32.39 |

### Vrouwen
| rang   | naam                 | land | tijd    |
| ------ | -------------------- | ---- | ------- |
| Goud   | Abebech Afework      | ETH  | 2:25.52 |
| Zilver | Meskerem Assefa      | ETH  | 2:25.59 |
| Brons  | Gelete Burka         | ETH  | 2:26.03 |
| 4      | Degefa Eshetu        | ETH  | 2:26.22 |
| 5      | Makida Haroun        | ETH  | 2:27.37 |
| 6      | Tatyana Aryasova     | RUS  | 2:34.19 |
| 7      | Kathyrn Bazeley      | CAN  | 2:40.49 |
| 8      | Zsofia Erdelyi       | HUN  | 2:41.53 |
| 9      | Heather Tanner       | USA  | 2:42.19 |
| 10     | Paula Apolonio       | MEX  | 2:44.02 |
| 11     | Angela Spadafino     | USA  | 2:44.50 |
| 12     | Jennifer Santa Maria | USA  | 2:50.58 |

1972 ·
1973 ·
1974  ·
1975 ·
1976 ·
1977 ·
1978 ·
1979 ·
1980 ·
1981 ·
1982 ·
1983 ·
1984 ·
1985 ·
1986 ·
1987 ·
1988 ·
1989 ·
1990 ·
1991 ·
1992 ·
1993 ·
1994 ·
1995 ·
1996 ·
1997 ·
1998 ·
1999 ·
2000 ·
2001 ·
2002 ·
2003 ·
2004 ·
2005 ·
2006 ·
2007 ·
2008 ·
2009 ·
2010 ·
2011 ·
2012 ·
2013 ·
2014 ·
2015 ·
2016 ·
2017